# The Love Letter
The Love Letter è un film muto del 1923 diretto da King Baggot che ha come interprete principale Gladys Walton.

## Produzione
Il film fu prodotto dall'Universal Pictures.

## Distribuzione
Il copyright del film, richiesto dalla Universal Pictures, fu registrato il 27 gennaio 1923 con il numero LP18634. 
Distribuito dalla Universal Pictures e presentato da Carl Laemmle, il film uscì nelle sale degli Stati Uniti il 12 febbraio 1923 dopo essere stato presentato in prima a New York. In Francia, fu distribuito il 4 luglio 1924 con il titolo La Lettre d'amour, in Portogallo l'11 settembre 1925 come Carta Amorosa.